# Alexandre Émond
Alexandre Émond (ur. 25 maja 1984) – kanadyjski judoka. Olimpijczyk z Londynu 2012, gdzie zajął siedemnaste miejsce wadze średniej.
Uczestnik mistrzostw świata w 2009, 2010, 2011 i 2013. Startował w Pucharze Świata w latach 2006 – 2011. Brązowy medalista igrzysk panamerykańskich w 2011. Zdobył sześć medali na mistrzostwach panamerykańskich w latach 2008 – 2013. Dziewięciokrotny medalista mistrzostw Kanady w latach 2000–2010.

## Letnie Igrzyska Olimpijskie 2012
| Konkurencja | Eliminacje             | Klas. końcowa |
| Konkurencja | Przeciwnik I           | Miejsce       |
| ----------- | ---------------------- | ------------- |
| 90 kg       | Winston Gordon (GBR) P | 17.           |